# Toni Zimmerer
Toni Zimmerer (10. Juni 1877 in München – nach 1927, gebürtig Anton Zimmerer) war ein deutscher Opernsänger, Theater- und Filmschauspieler der Stummfilmzeit.

## Leben
Seine Laufbahn begann 1893 in Zürich, dann kam er 1894 nach Pettau, 1895 nach Graz, 1898 nach Prag, 1899 nach Czernotiwtz, 1900 nach St. Gallen und 1901 nach Lübeck, wo er hauptsächlich Liebhaberrollen spielte. 1904/05 trat am Schauspielhaus Düsseldorf als Hamlet auf.

## Zimmerer und Goethe
Das wohl älteste erhaltene Tondokument einer Goetheschen Dichtung, die Ballade Der Totentanz, wurde von Zimmerer gesprochen und ist auf einer Edison-Walze erhalten geblieben. Dieses Gedicht erschien auf einer CD.

„Sicherlich ist Zimmerer in Hinblick auf den Gebrauch quasi-sängerischer Stimmmittel kein prototypischer Sprecher. Er macht durchgehend Gebrauch von seiner Sprechstimme, die jedoch selbst schon ausgesprochen klangvoll und durchdringend (zuweilen etwas kehlig: „Nacht“ 0’24, „-bracht“ 0’29) ist. Mit ihr kann er alle Vokale sehr ausgeglichen artikulieren.“

## Theaterauftritte
- 1904/05: Hamlet, der Prinz von Dänemark (als Hamlet)

## Filmografie
- 1917: Unsühnbar
- 1917: Ahasver (3 Teile)
- 1917: Der feldgraue Groschen
- 1918: Keimendes Leben (2 Teile)
- 1919: Moral und Sinnlichkeit
- 1919: Mazeppa, der Volksheld der Ukraine
- 1919: Prinz Kuckuck
- 1919: Störtebeker
- 1919: Morphium
- 1919: Hungernde Millionäre
- 1920: Uriel Acosta
- 1920: Der Todfeind
- 1920: Das Fest der schwarzen Tulpe
- 1920: Der Schädel der Pharaonentochter
- 1920: Das Frauenhaus von Brescia
- 1921: Planetenschieber
- 1921: Lady Godiva
- 1921: Der Dämon von Kolno
- 1921: Die Furcht vor dem Weibe
- 1922: Die Tigerin
- 1922: Marizza, genannt die Schmugglermadonna
- 1922: Sie und die Drei
- 1922: Monna Vanna
- 1925: Bismarck, 1. Teil
- 1928: Der alte Fritz, 1. Teil: Friede